# Zuid-Moejagebergte
Het Zuid-Moejagebergte (Russisch: Южно-Муйский хребет; Joezjno-Moejski chrebet) is een bergrug in het centrale deel van de Russische Transbaikal in de districten Severobajkalski, Moejski en Baoentovski evenkiejski van de autonome republiek Boerjatië en Kalar van de kraj Transbaikal.
De bergrug ontleent net als het Noord-Moejagebergte haar naam aan de rivier de Moeja.
De bergrug is door de omliggende moerassen en strenge winters zowel zomers als 's winters slecht bereikbaar en wordt daarom nauwelijks bezocht door toeristen.

## Geografie
De bergkam ligt in het zuidwestelijke deel van het berggebied Baikal-Stanovojgebied in het noorden van de Zuid-Siberische gebergtes en vormt onderdeel van het Stanovojplateau. Het strekt zich van west naar oost uit over een lengte bijna 400 kilometer tussen de Bargoezinvallei en de bovenloop van de rivier de Tsjara. Door het oostelijke deel loopt de Vitim met haar zijrivieren, die het gebergte splijten. Het deel ten oosten van de Vitim wordt om deze reden ook wel gezien als een aparte bergketen. In het oostelijke deel heeft het gebergte een maximale breedte van 80 kilometer. In het noorden wordt de bergkam begrensd door de Moeja-Koeandalaagte, in het zuiden door de Baoentlaagte en in het oosten door de rivieren Bamboejka en Vitim.
De gemiddelde hoogte van het gebergte varieert tussen de 1500 en 2000 meter en neemt af in het zuidelijk deel tot ongeveer 1000 meter. Het hoogste punt van de bergkam is de Moejski Gigant met 3067 meter. Een andere top, de Akoeli Plavnik ("haaienvin"; 2700 meter) werd door Sovjet-topografen gemist en is pas in 1999 door V. Sjachnovitsj op de kaart gezet. In oudere stukken staat nog dat de berg Sjaman met 2363 meter de hoogste piek is.

## Geologie
Het Zuid-Moejagebergte bevat veel Precambrisch gesteente. De bergketen bestaat uit graniet en kristallijne leisteen, metamorfe kalksteen en dolomiet.
De bergketen vormt onderdeel van de Baikal Rift en is als zodanig vatbaar voor zware aardbevingen.

## Landschap en flora
Het gebergte telt vele sporen van vroegere ijstijden, zoals bergterassen (door cryoplanatie), crags, steenrivieren (stone runs, blockhalden of koeroemy) en bergrivierdalen. De hellingen zijn bedekt met bergtaiga, die op een hoogte van ongeveer 1400 meter overgaat in Siberische dwergdennen, bergtoendra en goltsy.